# SJ Y6
Die Fahrzeuge der Y6-Generation sind Schienenbusse, die in den späten 1940er Jahren vom Maschinenbüro des schwedischen Eisenbahnunternehmens SJ in Auftrag gegeben wurden. Grund für die Konstruktion der neuen Generation waren die sehr wartungsintensiven Fahrzeuge von Hilding Carlssons Mekaniska Verkstad aus den Jahren 1930 bis 1940. Diese bestanden noch aus einem blechverkleideten Holzaufbau.

## Geschichte
Zuerst bestellten SJ eine kleine Serie von Schmalspurfahrzeugen von Märstaverken, die 1949 als YCo4p und YCo4t in Dienst gestellt wurden. Nach guten Erfahrungen wurden auch Normalspurfahrzeuge gebaut. Die Serie umfasste mehrere Diesel- und Elektrofahrzeuge sowie verschiedene Bauarten von Steuer- und Beiwagen.
Nach Abschluss der Konstruktionsarbeiten holte SJ Angebote von verschiedenen Herstellern für den Bau ein, darunter auch wieder von Hilding Carlsson. Gebaut wurden die Fahrzeuge der Y6-Generation dann jedoch durch ASJ, Hägglund & Söner, Kalmar Verkstad und Märstaverken (Eksjöverken). 1950 wurden die ersten 40 Normalspurtriebwagen und 35 Steuer- und Beiwagen bei Hägglund & Söner in Örnsköldsvik bestellt.
Die ersten Triebwagen wurden 1953 mit der Baureihenbezeichnung YCo6 (später Y6) für die Strecke Boden–Haparanda geliefert. Um längere Züge zusammenzustellen, wurden die Triebwagen mit Übergangsbrücken ausgerüstet. So konnten bis zu acht Triebwagen in einer Einheit gefahren werden. Sie bekamen die charakteristische Farbgebung mit schwarzem Rahmen, oranger Unterseite, gelbem Oberteil und grauem Dach.
Die Fahrzeuge übernahmen vor allem auf den Nebenstrecken ab den späten 1950er Jahren nahezu den gesamten Personenverkehr, bis sie in den 1980er Jahren vom Neubau-Triebwagen Y1 abgelöst wurden. Da es auch eine elektrische Version des Triebwagens gab, der mit den Dieselzügen kombinierbar war, konnten die Züge auf lokalen Strecken wie auch auf Fernstrecken eingesetzt werden. Vor allem für den Betrieb auf Fernstrecken wurden die Fahrzeuge teilweise mit bequemeren Sitzen ausgerüstet, sie wurden sogar auf dem kompletten Laufweg der Inlandsbahn eingesetzt. Nach dem Ausscheiden aus dem Personenverkehr in den 1990er Jahren war die Geschichte der Fahrzeuge jedoch nicht zu Ende. Viele wurden an Banavdelningen – später Banverket – übergeben, um als Bahndienstwagen weiter verwendet zu werden: als Revisionsfahrzeuge, Personalzüge, zum Werkzeugtransport und als Lager- bzw. Bahnhofswagen fanden sie weiter Verwendung. In den letzten Jahren wurden allerdings auch diese durch modernere Fahrzeuge ersetzt.
Mit insgesamt 373 Dieseltriebwagen, 30 Elektrotriebwagen und 321 Steuer- und Beiwagen war die Y6-Generation die bisher größte schwedische Serienbeschaffung von Bahnfahrzeugen für den Personenverkehr in Schweden. Darüber hinaus lieferte Hilding Carlsson eine Reihe von Schmalspurschienenfahrzeuge ähnlicher Bauart, den YCo5p.
Neben den SJ beschaffte die private Säröbanan (Göteborg-Särö Järnväg (GSJ)) im Jahr 1954 fünf Triebwagen und drei Anhänger des Y6-Typs in den Farben blau und beigegelb. Die Züge wurden im ganzen Land eingesetzt, waren preiswert im Betrieb und verzögerten die Einstellung des Personenverkehrs auf vielen Strecken.

## Dieseltriebwagen

### Y6
Die erste Variante der Triebwagenbaureihe war der Y6. Die Lieferungen erfolgten zwischen 1953 und 1957 und umfassten 251 Wagen. Da zum Zeitpunkt der ersten Lieferungen in Schweden noch die 3. Klasse existierte, wurden die Fahrzeuge als YCo6 bezeichnet. Ab 1956 war die Baureihenbezeichnung dann YBo6 und ab den Lieferungen im Jahr 1970 hieß die Serie Y6. Der Y6 hat 53 Sitze einfacherer Bauart, fünf Sitze sind in jeder Reihe in der Anordnung 3+2 vorhanden. Die Wagen wurden von Hägglunds, ASJ in Linköping und Kalmar Verkstad (20 Stück mit den Nummern 852 bis 871) gebaut. Der letzte Wagen dieses Modells wurde 1983 aus dem Planbetrieb genommen. Viele Fahrzeuge wurden in Bahndienst-Fahrzeuge umgebaut. 26 Triebwagen wurden an verschiedene dänischen Privatbahnen verkauft.
Von der Baureihe Y6 sind erhalten: beim Svenska Motorvagnsklubben die Fahrzeuge 773, 859 und 1116, beim Museumsverein der Östra Skånes Järnvägar die Nr. 1062, bei Inlandsbanan AB Nr. 1130, im Sveriges Järnvägsmuseum Nr. 1109, bei der Nora Bergslags Veteran Jernväg NBVJ Nr. 1037. Nr. 1037 kam von einer dänischen Privatbahn zurück, ist komplett rot lackiert und wird als dansken, „der Däne“, bezeichnet.

### Y7
Dem Y6 folgte der Y7, der ursprünglich als YBo7 bezeichnet wurde. 1970 bekam er die Baureihenbezeichnung Y7. Die Baureihe Y7 hatte nur noch 47 verbesserte Sitze mit der Anordnung 2+2 je Reihe. Diese Variante war eine Abwandlung des X16, der in dieser Form gebaut wurde und mit dem man gute Erfahrungen gemacht hatte. Zwischen 1957 und 1960 wurden die Fahrzeuge bei ASJ in Linköping und bei den Eksjöverken in Eksjö gebaut. Zusammen mit den sieben aus Y6 und Y8 umgebauten Fahrzeugen wurden 129 Stück produziert. Der Wagen Y7 1224 wurde probeweise in der gleichen Farbe lackiert, die später die Triebwagen der Baureihe X9 erhielten. Von dieser Serie wurden mehrere Triebwagen in Bahndienst-Fahrzeuge umgebaut.
Fünf Triebwagen wurden als BM 89 an die Norges Statsbaner verkauft sowie einer an eine dänische Privatbahn. Bei den SJ wurden die Züge bis 1989 eingesetzt. Einige Züge sind erhalten geblieben, darunter Y7 1177 beim Svenska Motorvagnsklubben, bei der NBVJ in Nora die Y7 1063, 1220 und 1242 sowie bei der Inlandsbanan AB die Y7 1086 und 1233.

### Y8
Mitte der 1960er-Jahre stieg der Bedarf an Schienenfahrzeugen für den schnellen Triebwagenverkehr in Mittelschweden. Daher wurden von den SJ 29 Stück YBo6 umgebaut, um den Komfort für die Reisenden zu erhöhen. Dieser Umbau erfolgte zwischen 1963 und 1965. In diesen Zügen wurde die gleiche Art von Sitzen wie im X9 verwendet. Die Zahl der Sitze wurde von 53 auf 36 reduziert. Der Innenraum wurde umgestaltet, dies betraf vor allem die Hutablagen aus Stahlrohr. Der Führerstand wurde statt des bisher verwendete Grün in Grau umlackiert. Zunächst wurde für die Fahrzeuge die Bezeichnung YBo8 verwendet, ab 1970 dann Y8.
Die Züge wurden dann hauptsächlich auf längeren Strecken eingesetzt. Unter anderem auf der Norrlandsbanorna und auf der Inlandsbanan wurden die Schienenbusse das meist verwendete Fahrzeug. In den frühen 1980er-Jahren verdrängten die neuen italienischen Y1 zunehmend die Y8 von den Strecken im Norden Schwedens. Diese wurden nach Kristianstad und Malmö umstationiert. Auf der Blekinge Kustbana ersetzten sie das klassische Wagenmaterial in den Schnellzügen 298 und 299.
Mehrere Fahrzeuge sind bei Museumsbahnen erhalten. Die Museiföreningen Östra Skånes Järnvägar mfÖSJ in Kristianstad besitzt Nr. 1064, der nach seiner Zeit als Bahndienstwagen wieder in den Originalzustand versetzt wurde. Die Gemeinde Karlskoga hat Nr. 1076 übernommen, Orsa Järnvägsförening Nr. 1124, NBVJ 1125, der Svenska Motorvagnsklubben Nr. 1131 und der Verein Dellenbanans Vänner Nr. 1132.
Y8 1135 ist bei der Örnsköldsviks Järnvägssällskap eingestellt, er gehört Ostkustbanans Vänner. Der Schienenbus wird auf der Stambanan verwendet, er verkehrt auch auf der Botniabanan, wofür er von Banverket, dem heutigen Infranord angemietet wird.

### YS
Inspektionstriebwagen für die Oberbau-Abteilung. Der 1964 gebaute YBo6 1022 erhielt die neue Baureihenbezeichnung YSo6 für den Einsatz in Südschweden und die 1967 gebauten YBo7 1171 und 1179 wurden nach dem gleichen Prinzip für den Einsatz im Norden hergerichtet. Beim Umbau wurde die gesamte Inneneinrichtung und die Zwischenwände ausgebaut. Ein neuer Boiler wurde installiert und im B-Abteil eine kleine Küchenzeile eingebaut. Die neue Inneneinrichtung bestand aus einem Konferenztisch mit zehn Sitzen im B-Abteil sowie sechs umgebauten Stühlen aus Ao14-Beiwagen und zwei kleinen Tischen im A-Abteil.
Die Abteile sind durch eine Faltwand geteilt, der ehemalige Fahrgastraum wurde mit einem Teppich ausgestattet. Die Baureihenbezeichnung wurde 1970 in YS geändert, aber bereits 1972 wurden alle Dienstwagen erneut in Qgm umgezeichnet. Die neuen Nummern waren Qgm 0037, 0038 und 0039. Qgm 0037 wurde im Jahr 1975 mit einem Hublift für Arbeiten an der Oberleitung umgebaut und erhielt die Bezeichnung Qgz-yä und die Nr. 985 0842. Qgm 0038 wurde 1994 PMV 0038 und in den frühen 2000er Jahren dem Svenska Motorvagnsklubben übergeben, der die vormalige YS-Ausführung wieder herstellte.
| Baureihe          | Eigentümer | Sitzplätze | Länge     | Dienst- gewicht | Zugtyp     | Anzahl        | Leistung | Antrieb | Höchst- geschwindigkeit | Erstes Baujahr | Fahrzeug- nummern                |
| ----------------- | ---------- | ---------- | --------- | --------------- | ---------- | ------------- | -------- | ------- | ----------------------- | -------------- | -------------------------------- |
| Y6                | SJ         | 53         | 17.550 mm | 19,0 t          | Triebwagen | 251           | 0,145 MW | Diesel  | 115 km/h                | 1953           | 748–787, 812–871, 988–1137, 1260 |
| YBo6              | GSJ        | 53         | 17.550 mm | 19,0 t          | Triebwagen | 5             | 0,145 MW | Diesel  | 115 km/h                | 1954           |                                  |
| Y7                | SJ         | 47         | 17.550 mm | 19,0 t          | Triebwagen | 122           | 0,145 MW | Diesel  | 115 km/h                | 1957           | 1138–1259                        |
| Y8 (umgebaute Y6) | SJ         | 36         | 17.550 mm | 19,0 t          | Triebwagen | 29 (umgebaut) | 0,145 MW | Diesel  | 115 km/h                | 1963           |                                  |

## Elektrotriebwagen

### X16
Vom Elektrotriebwagentyp X16 wurden in den Jahren 1955 und 1956 18 Exemplare gebaut. Sie haben einen Elektroantrieb mit einer Leistung von 170 kW. Der Y16 hat 55 Sitze, fünf Sitze sind ähnlich wie beim Y6 in jeder Reihe in der Anordnung 3+2 vorhanden.
Die X16 und X17 wurden meist in Värmland, der Dalarna und in der Region Gävleborg verwendet. X16 960 ist beim Svenska Motorvagnsklubben und 968 bei der Bergslagernas Järnvägssällskap erhalten.

### X17
Vom X17 wurden in den Jahren 1955 und 1956 zwölf Exemplare gebaut. Mit Ausnahme der Sitzanordnung waren sie baugleich mit dem X16. Der X17 hatte 49 Sitze in der Anordnung 2+2 je Reihe, ähnlich dem Y7.
Der Triebwagen Nr. 979 ist heute bei Dellenbanans Vänner.
| Baureihe | Sitzplätze | Länge     | Dienst- gewicht | Zugtyp     | Anzahl | Leistung | Fahrdraht- spannung | Antrieb    | Höchst- geschwindigkeit | Erstes Baujahr | Fahrzeug- nummern |
| -------- | ---------- | --------- | --------------- | ---------- | ------ | -------- | ------------------- | ---------- | ----------------------- | -------------- | ----------------- |
| X16      | 55         | 17.550 mm | 21,0 t          | Triebwagen | 18     | 0,170 MW | 15 kV 16,7 Hz ~     | elektrisch | 110 km/h                | 1955           | 958–975           |
| X17      | 49         | 17.550 mm | 21,0 t          | Triebwagen | 12     | 0,170 MW | 15 kV 16,7 Hz ~     | elektrisch | 110 km/h                | 1955           | 976–987           |

## Steuer- und Beiwagen
14 verschiedene Arten von Steuer- und Beiwagen wurden entwickelt, um Züge mit den Triebwagen-Baureihen Y6/Y7/Y8/YS/X16/X17 zusammenzustellen. Die meisten der insgesamt gebauten 321 Wagen hatten mit zwei Drehgestellen das gleiche Aussehen wie die Triebwagen. Bis auf wenige Ausnahmen war an einem Ende der Steuerwagen der Führerstand angeordnet, ebenso wie das Abteil für Reisegepäck und Stückgut. Zudem waren die Fahrzeuge mit offenen Übergangseinrichtungen mit Scherengittern versehen, hauptsächlich, damit das Personal den gesamten Zug zur Fahrkartenkontrolle begehen konnte.

### UAFY
Steuerwagen mit Sitzplätzen 1. Klasse und Gepäckraum. Führerstand nur an einem Wagenende.

### UAFZ
Steuerwagen mit Sitzplätzen 1. Klasse und Gepäckraum. Wie UAFY, jedoch für die Verwendung mit den Elektrotriebwagen X16/X17 angepasst. Dazu sind ein Umschalter zwischen Diesel- und Elektrobetrieb sowie ein Bedienknopf für den Stromabnehmer vorhanden. UAFZ 1983 ist bei der Östra Skånes Järnvägar in Kristianstad als Museumsfahrzeug vorhanden. UAFZ 2087 wurde 1960 als einer der letzten Serie von vier Stück bei NBVJ in Nora gebaut.

### UABFY
Steuerwagen mit zehn Sitzplätzen in der 1. und 15 Sitzplätzen in der 2. Klasse sowie Gepäckraum. Führerstand nur an einem Wagenende.

### UB
Beiwagen mit Sitzplätzen. 15 Wagen wurden als Bauart UCo6 geliefert – diese hatten die Nummer 1944–1958. Diese besaßen 62 Sitze in der 3. Klasse. Die Einrichtung war ähnlich der Triebwagenreihen YCo6/YBo6/Y6, jedoch mit sechs zusätzlichen Sitzplätzen an jedem Ende statt Führerstand und Motorraum. Diese Wagen wurden von AB Eksjöverken hergestellt. 1956 wurde durch die Abschaffung der 3. Klasse die Baureihenbezeichnung in UBo6 und 1970 in UB geändert. Ihr Leergewicht betrug 14 Tonnen, sie konnten mit den Triebwagen die Höchstgeschwindigkeit von 115 km/h erreichen. Zuerst waren die Beiwagen in Halmstad für den Einsatz auf Strecken nach Nässjö und Falköping beheimatet. Der Wagen UB 1957 befindet sich in der Obhut des Svenska Motorvagnsklubben.

### UBF
Beiwagen mit Sitzplätzen 2. Klasse und Gepäckraum.

### UBF6Y
Steuerwagen mit Sitzplätzen 2. Klasse und Gepäckraum. Wagen 1997 befindet sich beim Svenska Motorvagnsklubben.

### UBF6Z
Steuerwagen mit Sitzplätzen 2. Klasse und Gepäckraum. Gleich wie UBF6Y, aber angepasst für den Einsatz mit den Elektrotriebwagen X16/X17 durch einen Schalter zwischen Diesel- und Elektroantrieb und einen Bedienknopf für den Stromabnehmer. Ein Fahrzeug befindet sich beim Svenska Motorvagnsklubben.

### UBF7Y
Steuerwagen mit 31 Sitzplätzen 2. Klasse und Gepäckraum.

### UBF7Z
Steuerwagen mit Sitzplätzen 2. Klasse und Gepäckraum. Gleich wie UBF7Y, aber angepasst für den Einsatz mit den Elektrotriebwagen X16/X17 durch einen Schalter zwischen Diesel- und Elektroantrieb und einen Bedienknopf für den Stromabnehmer.

### UBF8Y
Steuerwagen mit Sitzplätzen 2. Klasse und Gepäckraum.

### UDFo15
Beiwagen für Post und Gepäck. Zwölf Stück wurden in der Bauform von 1970 mit den Nummern 2003–2014 geliefert. Die Höchstlast für Fracht betrug sechs Tonnen, das Postabteil hatte eine Nutzfläche von 15 Quadratmetern. Der Wagen Nr. 2004 war lange in Dänemark beheimatet, seit den späten 80er-Jahren wird er vom Svenska Motorvagnsklubben erhalten.

### UDF20
Beiwagen nur für Post und Gepäck.

### UF
Beiwagen nur für Stückgut.

### UFV
Beiwagen für Stückgut. Der Wagen ist zweiachsig und damit kürzer als die anderen Beiwagen. Aufgrund der kurzen und molligen Form wurde der UFV auch „Ostar“ (= Käse) genannt.
50 Wagen wurden als UF6 mit den Nummern 2025 bis 2054 und 2140 bis 2159 von AB Eksjöverken geliefert. 1970 wurde die Baureihe in UFV umbenannt. Das Leergewicht betrug acht Tonnen, die maximale Beladung fünf Tonnen und die Stellfläche für die Ladung betrug 20 m². Einige Beiwagen sind erhalten wie der Nr. 2041 der Östra Skånes Järnvägar und Nr. 2054 des Svenska Motorvagnsklubben.

## Dienstfahrzeuge

### MDR400
Motortriebwagen (von der Bezeichnung her Motordressin), die als Werkstattwagen und für den Personaltransport Verwendung fanden. Diese erhielten zuerst die Nummern MDR400 3785 bis 3792 und 3796. Dies waren die ehemaligen YBo6 852, 859, 870, 1023, 1026, 1033, 1047, 1052, 1061. 1970 wurden die MDR in die neuen Baureihen Qlh-b und Qgå aufgeteilt. MDR 400 3799, der später von Banverket die Bezeichnung PMV erhielt, ist bei der Museiföreningen Östra Skånes Järnvägar in Kristianstad erhalten.

### Qgb
Der Beiwagen UF 2015 wurde als Vorratswagen verwendet und erhielt die Nummer Qgb 985 0245.

### Qgm
Bahndiensttriebwagen für Inspektionszwecke: die ehemalige YS 1022, 1171 und 1179 erhielten 1972 die Bezeichnung Qgm 986 0037-0039.

### Qgz-ekxå
Bahndiensttriebwagen mit schwenkbarer Dachbrücke für Oberleitungsarbeiten. Der ehemalige YBo6 1053 wurde zum Qgz-ekxå 985 0805.

### Qgz-yä
Oberleitungsrevisionstriebwagen mit schwenkbarer SVABO-Bühne. 31 Triebwagen wurden in den Jahren 1971 bis 1977 umgebaut, diese erhielten die Nummern 985 0806 und 0825 bis 0854. Dabei handelt es sich um die vormaligen Fahrzeuge: YBo6 1038; Y6 822, 845, 851, 988, 995, 998, 1004, 1016, 1029 bis 1031, 1041, 1043, 1046, 1055 und 1056, 1063, 1078, 1080, 1082 und 1083, 1091 und 1092 sowie 1115; Y7 1165, 1167, 1196, 1203; Y8 1129 und Qgm 986 0037, der vorher mit YS 1022 bezeichnet war.

### Qgå
Werkstatttriebwagen der Signalabteilung. Insgesamt wurden drei Stück in die Nummern 985 0915 bis 0917 umgezeichnet. Dabei handelt es sich um die vormaligen MDR400 3785 und 3792, die vorher YBo6 852 und 1061 hießen, sowie den Y7 1194.

### Qgö
Beiwagen für Qgå. Es wurden die beiden UF6 2029 und 2051 umgezeichnet, sie erhielten die Nummern Qgö 945 0980 und 0981.

### Qha
Beiwagen für Qgz und Qlh. Insgesamt wurden zehn Wagen umgezeichnet: Nr. 945 0760-0761, 985 0231-0234 und 0290-0293. Dafür wurden folgende Fahrzeuge verwendet: UFV 2146 und 2155, UBF6Y 1785, 1853, 1867, 1871 und 1998, UBF6Z 1987 sowie UBF7Z 2088-2089.

### Qlh-b
Werkstatttriebwagen für die Oberbau-Abteilung. Insgesamt gab es 15 Stück von Nr. 985 0270 bis 0283 und 986 1020. Dies waren die ehemaligen MDR400 3786 bis 3791 und 3796, die vorher aus den Triebwagen YBo6 852, 859, 870, 1023, 1026, 1033, 1047, 1052 und 1061 entstanden waren sowie den YBo6 831 bis 833, 870 und 1026 und den Y6 752, 785, 1005, 1028 und 1118.